# A Guilty Conscience
A Guilty Conscience er en amerikansk stumfilm fra 1921 af David Smith.

## Medvirkende
- Antonio Moreno som Gilbert Thurstan
- Betty Francisco som Emily Thurstan
- Harry von Meter som Vincent Chalmers
- Lila Leslie som Ida Seabury
- John MacFarlane som James Roberts